# Kościół św. Jana Chrzciciela w Pilźnie
Kościół św. Jana Chrzciciela – gotycki rzymskokatolicki kościół parafialny, fara Pilzna wybudowana w XIV w., w czasach panowania Kazimierza Wielkiego. Obecny wygląd budowli jest wynikiem stopniowej rozbudowy, świątynia swój kształt uzyskała na przełomie XV i XVI w. oraz w drugiej połowie XVI w. – późniejsze remonty nie zmieniły jej formy architektonicznej.

## Lokalizacja
Kościół znajduje się ok. 40 m na północ od Rynku. Prowadzi do niego wychodząca z północno-wschodniego narożnika Rynku i przebiegająca na zachód od kościoła ulica Petrycego.
Od strony południowej i północnej plac jest otoczony zabudowaniami, od wschodu zielenią. Po stronie południowej są to zabudowania plebańskie, po północnej – wikarówka oraz organistówka, w której mieści się siedziba Muzeum Regionalnego. Budynek samej plebanii (ul. Lwowska 3) znajduje się na południowy wschód od świątyni i jest odgrodzony od placu przykościelnego murem z neoklasycystyczną bramą o kształcie wąskiego prostopadłościanu, zwieńczonego trójkątnym szczytem.
Plac przykościelny to teren dawnego cmentarza, który był czynny w tym miejscu od początków istnienia kościoła do 1784 r.

## Historia
Parafia w Pilźnie powstała w 1256 r., a jej najstarszą świątynią był drewniany kościół, który nie przetrwał do czasów współczesnych i którego lokalizacji nie udało się ustalić. Po lokacji miasta Pilzna, w II połowie XIV w., wytyczono miejsce dla murowanego kościoła, który stanął przy rynku. Świątynia istniała już w czasach panowania Kazimierza Wielkiego (o czym świadczą kamienne elementy zachowane w murach), a pierwsza pisemna wzmianka o niej pochodzi z ok. 1400 r. Prawdopodobnie początkowo składała się tylko z oszkarpowanego, zamkniętego trójbocznie prezbiterium oraz szerszej i wyższej od niego nawy, skonstruowanej na planie prostokąta. Były one przykryte oddzielnymi dachami dwuspadowymi, nad nawą znajdował się drewniany strop, a nad prezbiterium – sklepienie żebrowe. Skarpy, późniejsze, lecz pochodzące sprzed pierwszej większej rozbudowy, opinają również nawę, co może świadczyć o planach wykonania nad nią podobnego sklepienia żebrowego. Główne wejście znajdowało się w ostrołukowym portalu od strony zachodniej.
Dekanat Pilzno obejmował tereny od Dębicy, przez Frysztak, do Kołaczyc i należał do archidiakonatu nowosądeckiego diecezji krakowskiej. W skład samej parafii wchodziło miasto wraz z przedmieściami oraz wsie: Strzegocice, Bielowy, Słotowa, Lipiny, Pilźnionek, Dzwonowa, Kozia Wola i Wola Lipińska.
Pilzno było często nawiedzane przez pożary: wybuchały one w mieście w latach 1400, 1474, 1536 i 1550. W 1474 r. całe miasto spaliły wojska węgierskie. Sama budowla najprawdopodobniej nie została poważnie uszkodzona, rok później została ponownie oddana do użytku. Na przełomie XV i XVI w. kościół był poddawany remontom oraz rozbudowie. Dobudowano wówczas wieżę (której szerokość wyznaczyły przypory nawy głównej, czytelne w wątku murów), zakrystię, którą dostawiono północnej ściany prezbiterium, nawy boczne oraz znajdującą się w południowo-zachodnim narożu kaplicę. Budowla stała się wówczas trzynawową bazyliką. Po pożarze z 1536 r. mieszkańcom zabrakło pieniędzy na odbudowę, w związku z czym biskup przemyski Jan Dziaduski ogłosił na ten cel składkę. Prace trwały od 1550 r. do 1600 r., do ich realizacji zaangażowano Jeremiasza Kwajera, muratora przybyłego z Wrocławia, autora wieży ratusza w Bieczu, a po nim nieznanego budowniczego.
Na przełomie XVI i XVII w. nawę główną nakryto sklepieniem, żadne jego opisy nie przetrwały do czasów współczesnych. W 1700 r. świątynia została uszkodzona w wyniku pożaru – zgodnie z dokumentem wydanym w 1739 r., rozliczającym prace naprawcze, można domyślać się, że spłonęły nawa główna, prezbiterium oraz zakrystia, zniszczone musiały zostać sklepienia. Prezbiterium oraz nawę główną przykryto nowymi dachami, kalenica nad nawą została podniesiona o kilka metrów, a na wieży, na którą w 1757 r. zakupiono zegar, wykonano wtedy prawdopodobnie nową więźbę dachową, którą następnie przykryto. Po pożarze przekształcono wnętrze: nakryto prezbiterium i nawę sklepieniami kolebkowymi z lunetami oraz zmieniono kształt okien nawy.

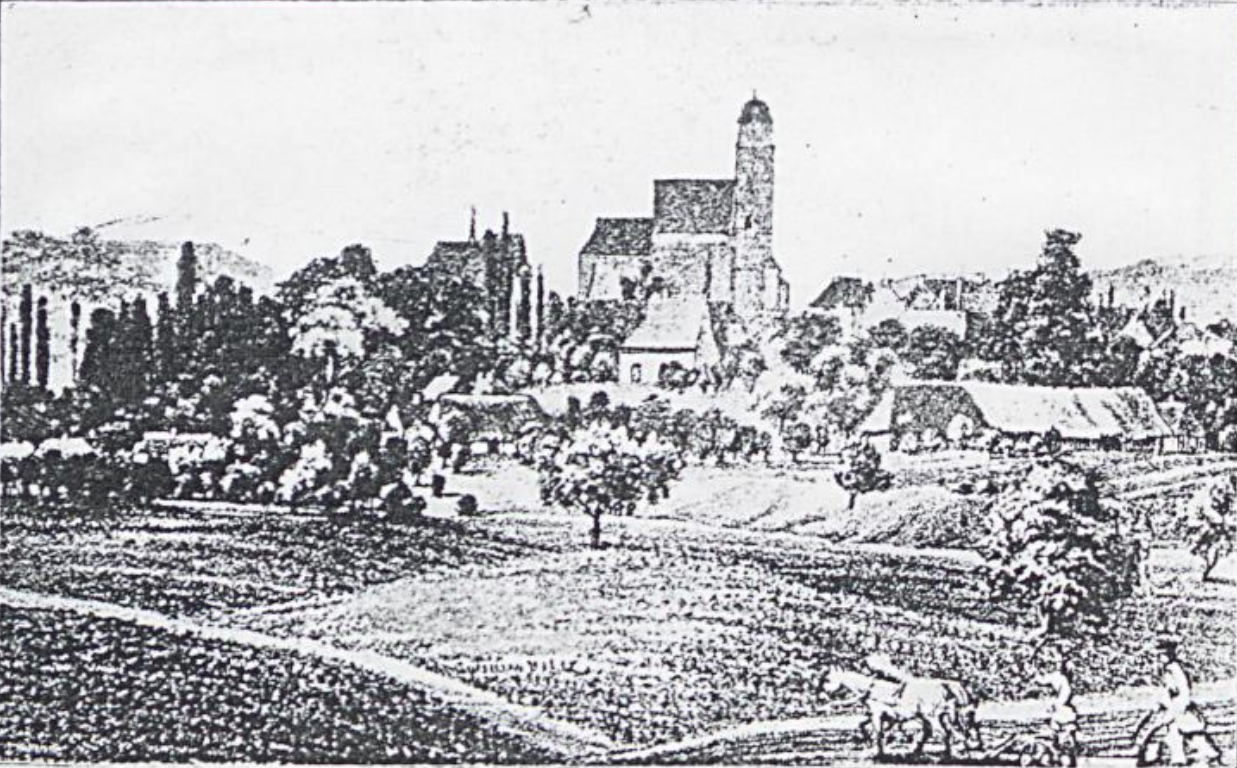
XIX-wieczny rysunek M.B. Stęczyńskiego, przedstawiający Pilzno, z górującym nad nim kościołem, od strony północnej. Widoczny kopulasty dach wieńczący wieżę fary.

W 1606 r. parafia w Pilźnie otrzymała prawa prepozytury z rąk bp. B. Modrzejowskiego, arcypasterz erygował przy niej kolegium mansjonarzy. W 1772 r. oficjałat okręgowy z siedzibą w mieście obejmował dekanaty: pilźnieński (w tym Tarnów), mielecki, ropczycki i strzyżowski. Pilzno było brane pod uwagę jako siedziba diecezji, jednak wybrano Tarnów – ze względu na istnienie tam kolegiaty. Diecezję tarnowską utworzono na mocy dekretu cesarza Józefa II w 1783 r.; w 1805 r. została zniesiona, a miasto weszło w skład diecezji przemyskiej. Pilzno stało się wówczas siedzibą oficjałatu, obejmującego dziesięć dekanatów: Pilzno, Mielec, Ropczyce, Jasło, Strzyżów, Krosno, Żmigród oraz Biecz. W 1821 r. parafia św. Jana Chrzciciela weszła w skład diecezji tynieckiej, a następnie, w 1825 r., diecezji tarnowskiej. Mimo tego katedra tarnowska podlegała pod dekanat pilźnieński jeszcze do 30 czerwca 1841 r.
W 1877 r. świątynia ponownie ucierpiała w kolejnym pożarze miasta – spłonął dach nad nawą oraz hełm na wieży, a także stopił się dzwon kościelny. Kierownikiem prac naprawczych był proboszcz, ks. Ignacy Wieniawa-Długoszowski – to on zainicjował zmianę kształtu hełmu, który w XIX w. był kopulasty.
Podczas pierwszej i drugiej wojny światowej kościół nie doznał poważnych zniszczeń. W 1946 r. wymieniono uszkodzone witraże oraz zmieniono pokrycie dachu z blachy na dachówkę. Prace nadzorował proboszcz ks. Józef Midura. Tuż po objęciu probostwa przez Juliana Galasa, w 1972 r. rozpoczęto remont, podczas którego odnowiono dachy (pokryto je miedzianą blachą) oraz więźbę dachową nad nawą i wieżą. Konserwacji poddano także mury, polichromie i ołtarze.
W 1998 r. prowadzono prace związane z placem przykościelnym – wyłożono go kostką brukową, dokonano kanalizacji terenu. Odnowiony dziedziniec 29 listopada 1998 r. poświęcił ks. bp Jan Styrna.

## Architektura

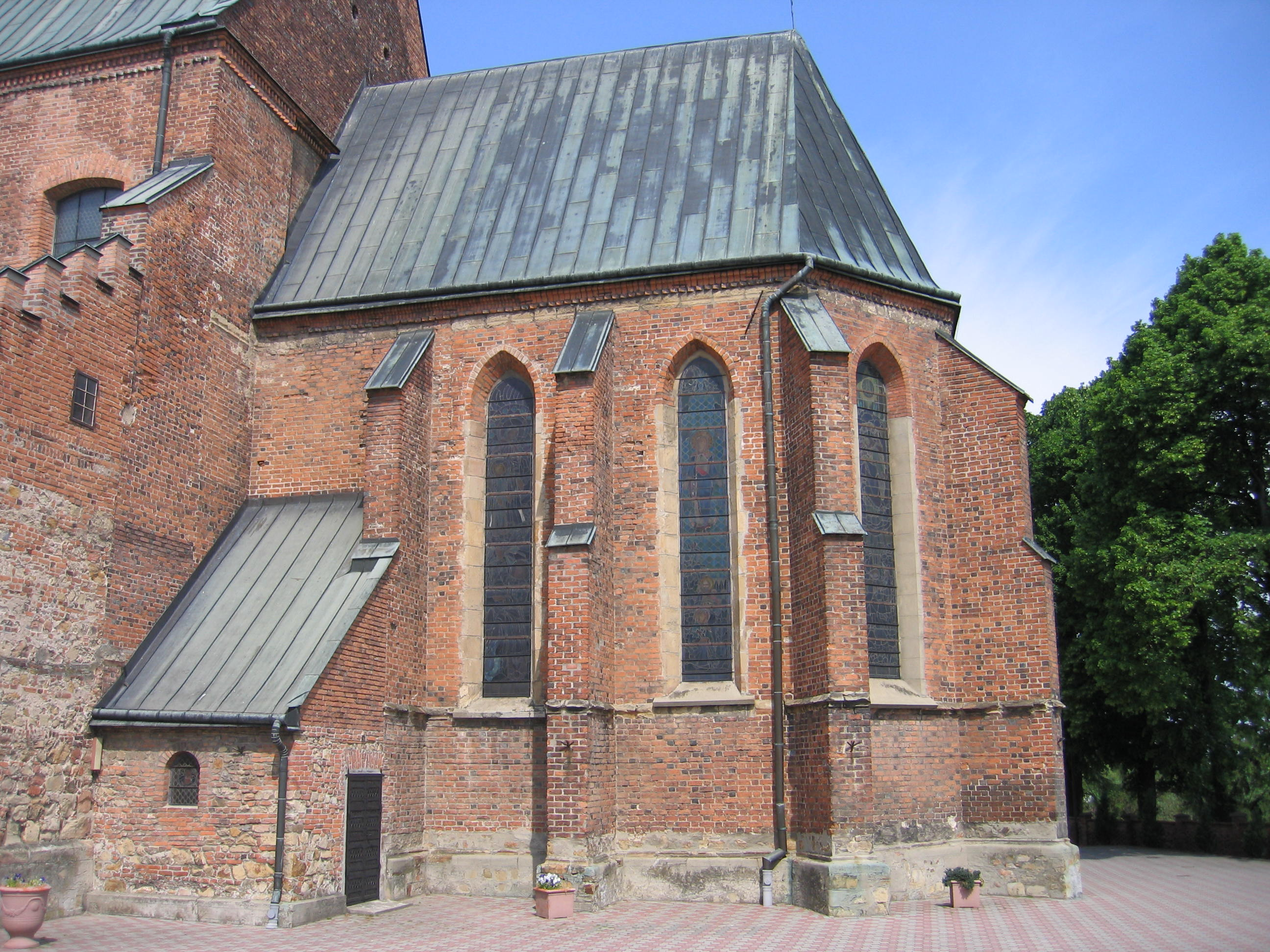
Prezbiterium, widok od południa

Kościół św. Jana Chrzciciela został wzniesiony z cegły, z użyciem kamienia. Stanowi przykład budowli gotyckiej, z zamkniętym trójbocznie prezbiterium, do którego od południa przylega kruchta, a od północy – zakrystia. Świątynia ma formę trzynawowej bazyliki, z nawą główną wzniesioną na planie prostokąta i nawami bocznymi nieco krótszymi od nawy głównej, szerokimi w przybliżeniu na połowę jej szerokości. Na osi nawy południowej znajduje się kaplica. Wieża jest czterokondygnacyjna z halą w przyziemiu, została skonstruowana na planie kwadratu. Ściany budowli z zewnątrz nie zostały otynkowane – z wyjątkiem murów północnej nawy bocznej, które pokryto tynkiem cementowo-wapiennym.
Świątynia przybrała swoją formę w wyniku stopniowej rozbudowy. Mury wzniesiono częściowo przy użyciu wątku gotyckiego z zendrówkową szachownicową dekoracją, z cegły pełnej czerwonej w dolnej partii uzupełnionej nieregularnymi blokami kamienia wapiennego. Cokół o wysokości ok. 1,5 m jest kamienny (cokół ścian zakrystii jest wyższy, okuty blachą). Z zewnątrz ściany zostały opięte ceglanymi uskokowymi skarpami, skarpa przy ścianie północnej nawy głównej jest wzmocniona kamienną stopą.
Nawa główna posiada cztery przęsła, które, podobnie jak prezbiterium i zakrystia, nakryte są sklepieniem kolebkowym z lunetami. Nad trójprzęsłowymi nawami bocznymi, kaplicą i halą w przyziemiu wieży znajdują się sklepienia gwiaździste. Przedsionek przy nawie południowej jest sklepiony kolebkowo.

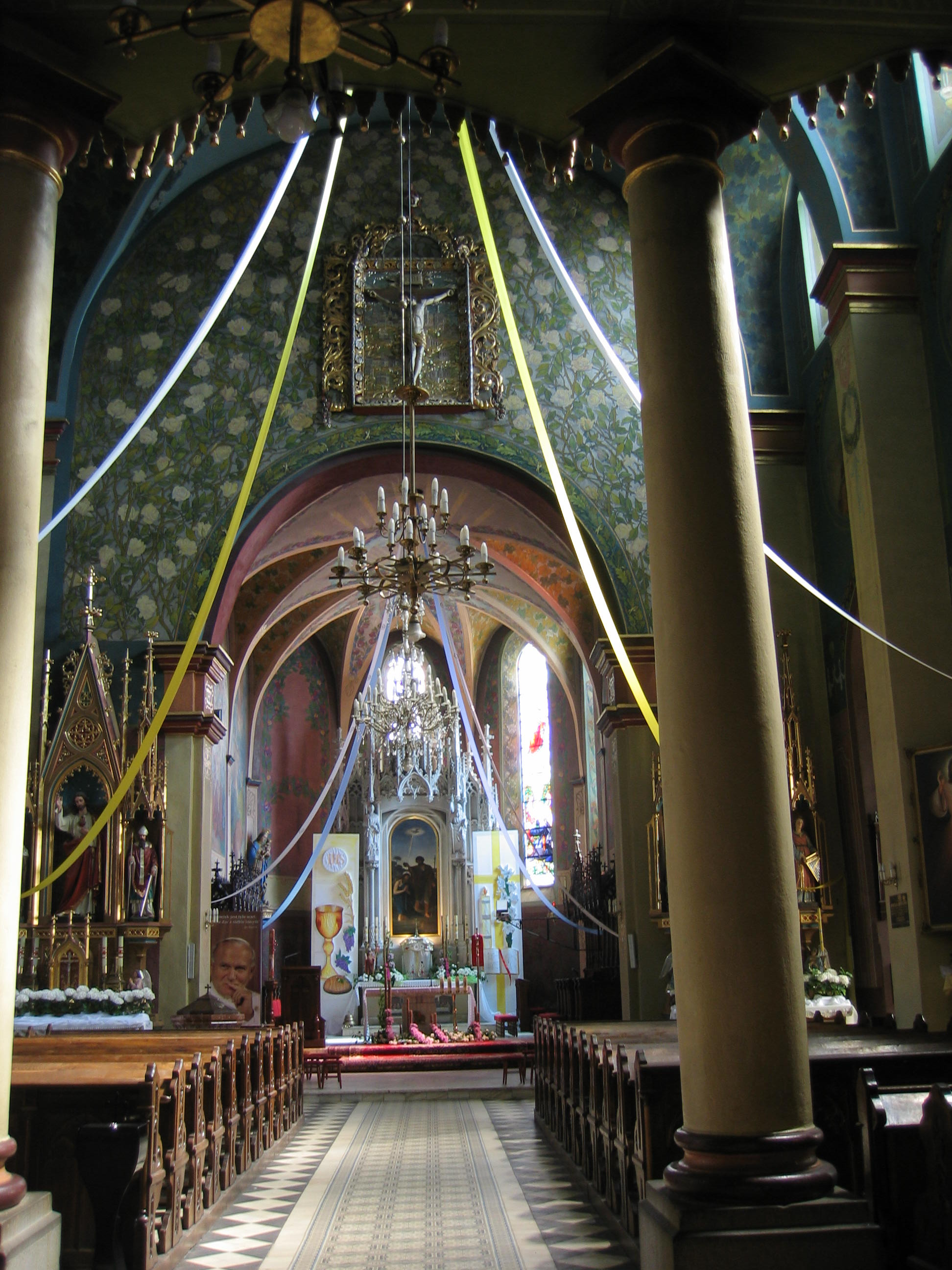
Wnętrze

Ściany od wewnątrz zostały otynkowane. Ornamentalna i figuralna polichromia o motywach roślinnych pochodzi z 1909 r. (lub z 1907 r.) i została wykonana przez Karola Maszkowskiego. Jest przynależna do secesji, zawiera w sobie jednak odwołania do różnych tradycji artystycznych. Empora wsparta jest na dwóch kolumnach. Posadzka jest wyłożona płytkami ceramicznymi.
Kształt otworów okiennych jest zróżnicowany. Okna naw bocznych są duże, ostrołukowe, ze ściętymi glifami, a otwory okienne w południowej ścianie nawy są niewielkie, zamknięte łukiem odcinkowym. Oryginalne (sprzed późnogotyckiej przebudowy), smukłe, ostrołukowe okna zachowały się w prezbiterium; są przeszklone neogotyckimi witrażami z początku XX w.
Dachy są dwu- i, nad przybudówkami i nawami bocznymi, jednospadowe. Na kalenicy nad nawą główną umieszczono sygnaturkę. Hełm, którym przykryto wieżę, ma kształt ostrosłupa, iglicy.
Ściany prezbiterium zdobi oryginalny, częściowo skuty kamienny gzyms główny oraz poważnie zniszczony gzyms podokienny. Fragment pierwotnego gzymsu głównego przetrwał również we wschodniej ścianie nawy głównej.
Powierzchnia użytkowa budynku wynosi ok. 17 000 m², kubatura liczy ok. 880 m³.

## Wyposażenie
Wnętrze kościoła i jego wyposażenie ulegało na przestrzeni wieków ciągłym przemianom. Nawrocki twierdzi, że po wybudowaniu świątyni musiał znaleźć się w niej ołtarz poświęcony jej patronowi, św. Janowi Chrzcicielowi. Ponadto w kościele znajdowały się ołtarze Najświętszej Maryi Panny Śnieżnej oraz śś. Piotra i Pawła – świadczą o tym dokumenty z przełomu XIV i XV w., ustanawiające przy nich altarie. Po najeździe węgierskim w 1474 r. z fundacji mieszczańskich powstały ołtarze bractw rzemieślniczych śś. Piotra i Pawła, Bożego Ciała i Wszystkich Świętych, które nie zachowały się do czasów współczesnych. Na ok. 1500 r. datuje się ustawioną w prezbiterium figurę Matki Boskiej z Dzieciątkiem, nie ma jednak pewności, od kiedy związana jest z pilźnieńską świątynią.
Informacje o zamożności kościoła w pierwszej połowie XVI w. daje wykaz Conspectio et Conscriptio rerum ecclesiasticarum in thezauro pyllznen[sis] z 1526 r. Wymienia on: dziesięć kielichów mszalnych (siedem pozłacanych, trzy srebrne), trzy monstrancje (dwie srebrne, jedna miedziana, pozłacana), duży pozłacany krzyż oraz szaty liturgiczne. W dokumencie nie wspomniano o ołtarzach, rzeźbach czy obrazach. Na przełom XVI i XVII w. datowane są renesansowy ornat oraz kapa z Pilzna, przechowywane w Muzeum Diecezjalnym w Tarnowie. Nawrocki przypuszcza, że mogły one trafić do kościoła farnego na początku XIX w.
Na przełomie XVI i XVII w. w kościele znajdowało się dziewięć ołtarzy, z których dwa według Nawrockiego miały formę renesansową. Na belce tęczowej znajdował się drewniany krzyż. Zgodnie z dokumentami pochodzącymi z 1608 r. w nastawach umieszczono figury świętych: Mikołaja, Wawrzyńca i Anny. Dokument z wizytacji bp. Jerzego Radziwiłła z 1595 r. wspomina o ołtarzu Krzyża Świętego oraz o kamiennej chrzcielnicy, inne dokumenty z tego okresu wymieniają ponadto srebrne i pozłacane kielichy, dwie bogato zdobione monstrancje ufundowane przez Wawrzyńca Gruciusa, a także srebrne krzyże i kandelabry.
W 1700 r. kościół uległ pożarowi, który przypuszczalnie strawił większość jego wyposażenia. W 1739 r. w prezbiterium ustawiono nowy, barokowy ołtarz główny – poza nim w XVIII w. w kościele znajdowały się dwa ołtarze boczne. Z tamtego okresu pochodzi również barokowa ambona, składająca się z czworobocznego kosza, oparcia z obrazem „Ekstaza św. Jana Kantego” oraz baldachimu z hierogramem Jezusa. Przed 1887 r. ołtarze w świątyni nosiły wezwania: Najświętszej Maryi Panny Śnieżnej (znajdujący się przy tęczy, po lewej stronie, rozebrany w 1893 r.), św. Mikołaja (ustawiony po prawej stronie tęczy, nieistniejący), św. Jana Nepomucena (ustawiony przy ambonie), Bożego Ciała i św. Anny (znajdujący w nawie północnej), śś. Piotra i Pawła (neobarokowy, ustawiony w nawie południowej, obecnie ołtarz św. Józefa), św. Antoniego (prawdopodobnie obecny ołtarz św. Sebastiana, ustawiony był wówczas w południowej kaplicy) oraz św. Floriana (znajdujący się w kaplicy, nie przetrwał do dziś). W drugiej połowie XVIII w. ufundowano zdobiony dekoracją snycerską prospekt organowy. W latach 1785 i 1810 r. władze austriackie skonfiskowały elementy wyposażenia kościoła, a wśród nich m.in. naczynia liturgiczne, srebrne krzyże, pozłacane korony i wota.
Do istotnych przekształceń we wnętrzu kościoła doszło w okresie probostwa ks. Ignacego Wieniawy-Długoszewskiego, w latach 1872–1890, oraz ks. Karola Fąferko, w latach 1890–1923. W 1887 r. powstał kamienny, neogotycki ołtarz główny, ufundowany przez ks. Wieniawę-Długoszewskiego. W retabulum znalazł się obraz „Chrzest w Jordanie”, namalowany przez Bronisława Abramowicza w tym samym roku. Nowy ołtarz ustawiono w prezbiterium na miejscu rozebranego ołtarza barokowego (fragment retabulum starego ołtarza, krucyfiks w oprawie, zawieszono ponad tęczą, w nawie głównej).
W 1893 r. (lub w 1887 r.) z Tyrolu sprowadzono dwa neogotyckie ołtarze boczne, które ustawiono przy otworze tęczowym. W prawym ołtarzu (zakupionym ze składki parafian) znajduje się figura Najświętszej Maryi Panny i figury śś. Tekli i Cecylii. Lewy ołtarz (ufundowany przez ks. Karola Fąferko) z figurą Najświętszego Serca Pana Jezusa oraz figurami śś. Andrzeja i Wojciecha. W 1898 r. zakupiono chrzcielnicę z czerwonego marmuru, a w 1902 r. – neorenesansowy ołtarz Matki Bożej Różańcowej. Po zmianach w wystroju kościoła, ze starej nastawy pozostawiono jedynie ołtarze śś. Piotra i Pawła oraz św. Jana Nepomucena. Wymieniono stalle, ławki i konfesjonały – zostały one wykonane przez ludowych artystów, utrzymano je w stylistyce neogotyckiej.
Według stanu z października 1996 r., w kościele dalej znajdują się elementy historycznego wyposażenia:
- neogotycki ołtarz główny i ołtarze boczne ustawione przy tęczy, z końca XIX w.;
- późnobarokowy ołtarz w nawie południowej z początku XVIII w., z obrazami: św. Józefa z Dzieciątkiem oraz śś. Kosmy i Damiana;
- późnobarokowe ołtarze z początku XVIII w., znajdujące się w nawie północnej i nawie głównej: ołtarz w nawie głównej z XX-wiecznym obrazem Matki Boskiej Częstochowskiej, ołtarz w nawie północnej z XIX-wiecznym obrazem św. Sebastiana;
- neobarokowy ołtarz znajdujący się przy ścianie wschodniej w nawie północnej, pochodzący z przełomu XIX i XX w. Znajdują się w nim figury: Matki Boskiej z Dzieciątkiem oraz śś. Teresy i Dominika;
- neogotycka marmurowa chrzcielnica z 1898 r.;
- rokokowe organy z XVIII w.[2];
- późnogotycka rzeźba Matki Boskiej z Dzieciątkiem z ok. 1500 r.;
- barokowa monstrancja z XVII w.;
- wczesnobarokowe kielichy z XVII w.;
- trzy dzwony kościelne odlane w 1928 r[35].
- barokowa ambona z XVIII w.

W świątyni znajdują się epitafia: Andrzeja Boboli, Krzysztofa Żydowskiego, Adriana Burzyńskiego, Szczęsnego Romera, Jana, Franciszka i Józefa Szymańskich, ks. Wojciecha Zahorskiego, Sebastiana Petrycego. Wykute w czarnym marmurze epitafium ks. Karola Szczeklika będące kopią tablicy w katedrze wawelskiej wykonała w 1909 roku pracownia Józefa Kuleszy.

### Dzwony
Obecne dzwony są jako trzecie w historii kościoła w Pilźnie. Pierwszy dzwon stopił się podczas pożaru wieży, kolejne dzwony zarekwirowały w 1917 r. wojska austriackie. W 1928 odlano trzy nowe dzwony. 17 marca 1929 r. poświęcił je biskup tarnowski Edward Komar. Otrzymały imiona: Jan, Józef i Maryja, odlane: Karol Schwabe w 1928, Odlewnia Dzwonów w Białej. Podczas okupacji niemieckiej dzwony te nie dzwoniły, dlatego nie zostały skonfiskowane. Po wojnie dzwony zabrzmiały (pierwszy raz) podczas rezurekcji w 1945 r.